# Copa del Generalísimo 1958
Die Copa del Generalísimo 1958 war die 54. Austragung des spanischen Fußballpokalwettbewerbes, der heute unter dem Namen Copa del Rey stattfindet.
Der Wettbewerb startete am 18. Mai und endete mit dem Finale am 29. Juni 1958 im Estadio Santiago Bernabéu in Madrid. Titelverteidiger des Pokalwettbewerbes war der CF Barcelona. Den Titel gewann Atlético Bilbao durch einen 2:0-Erfolg im Finale gegen Real Madrid.

## Achtelfinale
Die Hinspiele wurden am 18. Mai, die Rückspiele am 25. Mai 1958 ausgetragen.
|                 | Gesamt |                 | Hinspiel | Rückspiel |
| --------------- | ------ | --------------- | -------- | --------- |
| Atlético Bilbao | 4:0    | Celta Vigo      | 3:0      | 1:0       |
| CA Osasuna      | 0:1    | Real Sociedad   | 0:0      | 0:1       |
| Real Gijón      | 0:7    | FC Valencia     | 0:0      | 0:7       |
| RCD Español     | 3:3    | Real Valladolid | 1:1      | 2:2       |
| Real Saragossa  | 03:12  | CF Barcelona    | 3:4      | 0:8       |
| Real Madrid     | 5:0    | Atlético Madrid | 4:0      | 1:0       |
| Real Jaén       | 3:0    | FC Granada      | 1:0      | 2:0       |
| UD Las Palmas   | 5:2    | FC Sevilla      | 5:0      | 0:2       |

### Entscheidungsspiele
Das Spiel wurde am 27. Mai in Madrid ausgetragen.
|             | Ergebnis |                 |
| ----------- | -------- | --------------- |
| RCD Español | 0:1      | Real Valladolid |

## Viertelfinale
Die Hinspiele wurden am 1. Juni, die Rückspiele am 8. Juni 1958 ausgetragen.
|               | Gesamt |                 | Hinspiel | Rückspiel |
| ------------- | ------ | --------------- | -------- | --------- |
| CF Barcelona  | 4:0    | FC Valencia     | 3:0      | 1:0       |
| UD Las Palmas | 0:5    | Atlético Bilbao | 0:4      | 0:1       |
| Real Jaén     | 2:8    | Real Sociedad   | 2:1      | 0:7       |
| Real Madrid   | 7:1    | Real Valladolid | 5:1      | 2:0       |

## Halbfinale
Die Hinspiele wurden am 15. Juni, die Rückspiele am 22. Juni 1958 ausgetragen.
|                 | Gesamt |               | Hinspiel | Rückspiel |
| --------------- | ------ | ------------- | -------- | --------- |
| Atlético Bilbao | 5:4    | CF Barcelona  | 2:0      | 3:4       |
| Real Madrid     | 5:2    | Real Sociedad | 4:1      | 1:1       |

## Finale
| Atlético Bilbao                                     | Atlético Bilbao | Real Madrid | Real Madrid |
| --------------------------------------------------- | --- | --- | ----------- |
| Atlético Bilbao                                     | \| 29. Juni 1958 in Madrid (Estadio Santiago Bernabéu) \| \| Ergebnis: 2:0 (2:0) \| \| Zuschauer: 100.000 \| \| Schiedsrichter: José González Echeverría \|                                 | \| 29. Juni 1958 in Madrid (Estadio Santiago Bernabéu) \| \| Ergebnis: 2:0 (2:0) \| \| Zuschauer: 100.000 \| \| Schiedsrichter: José González Echeverría \|                                                               | Real Madrid |
| Atlético Bilbao                                     | Carmelo Cedrún – José María Orúe, Jesús Garay, Canito – Mauri, Manuel Etura – José Luis Arteche, Ignacio Uribe, Ignacio Arieta, Koldo Aguirre, Agustín Gaínza Cheftrainer: Baltasar Albéniz | Juanito Alonso – Ángel Atienza, José Santamaría, Rafael Lesmes – Juan Santisteban, José María Zárraga – Joseíto, Enrique Mateos, Alfredo Di Stéfano, Héctor Rial, Jesús Pereda Cheftrainer: Luis Carniglia ( Argentinien) | Real Madrid |
| Atlético Bilbao                                     | 1:0 Ignacio Arieta (20.) 2:0 Mauri (23.) | | Real Madrid |
| 29. Juni 1958 in Madrid (Estadio Santiago Bernabéu) | | |             |
| Ergebnis: 2:0 (2:0)                                 | | |             |
| Zuschauer: 100.000                                  | | |             |
| Schiedsrichter: José González Echeverría            | | |             |